# Manuel Veiga (lingüista)
Manuel Monteiro da Veiga més conegut com a Manuel Veiga, (Assomada, 27 de març de 1948) és un lingüista i polític capverdià, de referència tant a nivell del seu país com a nivell internacional.

## Biografia
Va néixer al municipi de Santa Catarina, illa de Santiago, Cap Verd, en 27 de març de 1948. Va fer els estudis primaris a Assomada entre 1957 i 1961. Va freqüentar el seminari catòlic de Sao José de Praia, capital de Cap Verd, de 1962 a 1974.
Va estudiar a l'Institut Superior d'Estudis Teològics, a Coimbra, Portugal de 1971 a 1974. També es va llicenciar en Lingüística General i aplicada a la Universitat d'Ais entre 1975 i 1978. Es va doctorar a la mateixa universitat entre 1994 i 1997.
Ha ocupat càrrecs públics de responsabilitat al seu país natal: de destacant algunes d'aquestes funcions en el seu passat recent, s'ha de realçar la docència de la crioll capverdià en la Escola Superior d'Educació; responsable del departament de lingüística del Ministeri de l'educació; Director General de Cultura de la República de Cap Verd (setembre de 2004-2011); director general del Patrimoni Cultural i president de l'Institut Nacional de la Cultura. També és membre del Comitè Internacional d'Estudis Criolls; com a lingüista ha estat representant de Cap Verd en l'àmbit dels acords ortogràfics de la Llengua portuguesa.
També ha estat president de la Comissió Nacional per a l'estandardització de l'Alfabet de la Llengua Capverdiana. Políticament fou elegit diputat a l'Assemblea Nacional de Cap Verd a les eleccions legislatives de Cap Verd de 2001 i 2006 i Ministre de Cultura de la república de Cap Verd.

## Obres
- Diskrison strutural di Lingua kabuverdianu (1982), ICL
- Odju d'agu, novel·la, 1987;
- A sementeira, assaig, 1994;
- O crioulo de Cabo Verde: introduçao à gramatica (1995)
- Diario das Ilhas, novel·la, 1995;
- Introdução à gramática do Crioulo de Cabo Verde, 1996;
- O Caboverdiano em 45 lições : estudo sociolinguístico e gramatical, 2002;
- A construção do bilinguismo, 2004;
- Dicionário Caboverdiano-Português, 2011